# Complextro
Genres associés
Brostep, electro, fidget house, dubstep, house progressive, glitch
Le complextro est un sous-genre de l'electro house, issu de la fidget house qui est influencé par le chiptune ainsi que par la musique de jeu vidéo.

## Histoire
Le terme « complextro » est un jeu de mots qui vient de la fusion des mots « complexe » et « electro »,,,. Ce terme a été inventé en 2010, par Porter Robinson, afin de décrire ce type de musique qu'il avait créé à partir d'une variété de sons de jeux vidéo mélangés à de l'electro house,,,. Fondamentalement, c'est une combinaison d'electro house, de fidget house, de dubstep et de sons chiptune.

## Caractéristiques
Le complextro se caractérise par un son axé glitch, des lignes de basses complexes, irrégulière en pointillés, avec l'apparition de nombreux types de sons en peu de temps et des textures sonores créées à partir d'une sélection d'instruments qui se succèdent rapidement,,. Musicalement, il a des sons assez distordus similaires au glitch-hop ou au dubstep et la mélodie au lieu d'être syncopée apparaît comme un style cassé avec des synthétiseurs lourds et déformés. Avec un son hautement électronique, dérivé de la musique French house. Sous-genre de house, le complextro limite son rythme de 120 à 130 BPM. Il cite être influencé par le chiptune ou la musique de jeu vidéo. 

## Artistes notables
Ils comprennent : Lazy Rich (es) et Skrillex.